# Торки (Польща)
Торки (пол. Torki) — село в Польщі, у гміні Медика Перемишльського повіту Підкарпатського воєводства. Розташоване поблизу польсько-українського кордону.
Населення — 872 особи (2011).

## Історія

Давня церква Успіння Богородиці Успенський у Торках,
споруджена у 1671 р.,
розібрана у ХХ ст.

Входило до складу медицького ключа у складі Перемиського староства. 1565 року тут проживали 37 селян, 3 корчмарі.
У 1975-1998 роках село належало до Перемишльського воєводства.

## Релігія
- Церква Успіння Пречистої Діви Марії ГКЦ

### Цікавий факт
Згадане у творі Івана Франка «Основи суспільності» та кінофільмі «Злочин з багатьма невідомими».

## Демографія
Демографічна структура станом на 31 березня 2011 року:
|          | Загалом | Допрацездатний вік | Працездатний вік | Постпрацездатний вік |
| -------- | ------- | ------------------ | ---------------- | -------------------- |
| Чоловіки | 451     | 116                | 300              | 35                   |
| Жінки    | 421     | 112                | 233              | 76                   |
| Разом    | 872     | 228                | 533              | 111                  |

## Відомі люди
- Новаківський Степан[6]